# Potočari
Ne doit pas être confondu avec Donji Potočari.
Potočari (en serbe cyrillique : Поточари) est un village de Bosnie-Herzégovine. Il est situé dans le district de Brčko. Selon les premiers résultats du recensement de 2013, il compte 1 166 habitants.

## Géographie
Le territoire du village, situé au sud de Čađavac, est traversé par les rivières Blizna et Zmajevac.

## Démographie

### Évolution historique de la population dans la localité
| 1948 | 1953 | 1961 | 1971 | 1981 | 1991 | 2013  |
| ---- | ---- | ---- | ---- | ---- | ---- | ----- |
| -    | -    | 727  | 756  | 927  | 893  | 1 166 |

|  |

### Communauté locale
En 1991, la communauté locale de Potočari comptait 1 051 habitants, répartis de la manière suivante :